# Jean-Pierre Dougnac
Pour les articles homonymes, voir Dougnac.
Jean-Pierre Dougnac est un réalisateur, scénariste, acteur et metteur en scène français né le 27 mai 1933 à Paris et mort le 27 septembre 2006 à Férolles-Attilly.

## Biographie
Jean-Pierre Dougnac obtient en 1965 le prix des Jeunes Compagnies pour Réussir à Chicago. Il a été professeur au Conservatoire national supérieur d'art dramatique. Le rôle qu'il a offert à Emmanuelle Béart dans son unique réalisation pour le cinéma, a valu à la jeune actrice d'être nommée au César du meilleur espoir féminin en 1985

## Filmographie

### Réalisateur
- 1984 : Un amour interdit

### Acteur
- 1966 : Le Destin de Rossel de Jean Prat (téléfilm)
- 1975 : La Croisée de Raoul Sangla (téléfilm)
- 1978 : Mamma Rosa ou La farce du destin de Raoul Sangla (téléfilm)
- 1978 : Molière d'Ariane Mnouchkine
- 1978 : Les chemins de l'exil ou Les dernières années de Jean-Jacques Rousseau de Claude Goretta
- 1979 : Mireille dans la vie des autres de Jean-Marie Buchet
- 1983 : Elle voulait faire du cinéma de Caroline Huppert (téléfilm)
- 1983 : Le Bâtard de Bertrand Van Effenterre
- 1983 : Stella de Laurent Heynemann
- 1995 : La Huitième Nuit de Pascale Breton (court-métrage)
- 1998 : La Réserve de Pascale Breton (court-métrage)

### Metteur en scène
- 1998 : L'Argent des autres (Other People's Money) de Jerry Sterner, Théâtre des Célestins
- 1976 : Chicago, crime et crash de Walter Weideli
- 1976 : Da Capo de François-Bernard Mâche
- 1972 : Il faut rêver dit Lénine de Roger Pillaudin
- 1972 : La Demande d'emploi de Michel Vinaver, Théâtre 347
- 1969 : Musiques éclatées
- 1968 : Homme pour homme de Bertolt Brecht
- 1968 : 150 Marks ou la Foi, l'Espérance, la Charité de Ödön von Horváth, Théâtre national de Bretagne
- 1967 : Stienz de Hans Günther Michelsen